# Ilie Dumitrescu
Ilie Dumitrescu (Bukarest, 1969. január 6. –) román válogatott labdarúgó, edző.
A román válogatott tagjaként részt vett az 1990-es, az 1994-es és az 1998-as világbajnokságon.

## Sikerei, díjai

### Játékosként
Steaua București
- Román bajnok (5): 1986–87, 1987–88, 1988–89, 1992–93, 1993–94
- Román kupa (3): 1986–87, 1988–89, 1991–92
- Román szuperkupa (2): 1994, 1995
- UEFA-szuperkupa (1): 1986

Egyéni
A román bajnokság gólkirálya (1): 1992–93 (24 gól)

### Edzőként
Apóllon Lemeszú
- Ciprusi bajnok (5): 2003–04